# Нусі-Бе (вулкан)
Нусі-Бе — вулкан, розташований на однойменному острові NW від острова Мадагаскар. Вулкан вінчає шлаковий конус. На західному схилі вулкана утворилися 11 кратерних озер, найбільше має 1,5 км у діаметрі. На мезозойських вапняках та інших осадових породах переважають фоїдитові породи з низьким вмістом кремнію. Два етапи активності проявилися у початкових виверженнях потоків рідкої лави із західного боку масиву, після чого почалося будівництво численних шлакових конусів на західній рівнині. Мало що відомо про вік вулканічного поля, і єдині K-Ar датування відносять породи до третинних, але водночас вулканіти були віднесені до новітніх .
В історичний час виверження вулкана не зафіксовано. Зараз вулканічна активність не проявляється.